# Ostend (Fulda)
Das Ostend ist ein Stadtbezirk der osthessischen Stadt Fulda.

## Lage
Das Ostend liegt östlich der Fuldaer Innenstadt. Im Wesentlichen wird das Ostend durch Petersberger-, Künzeller- und Berliner Straße abgegrenzt. Die Berliner Straße, die B 27, liegt dabei auf einer abgegrenzten Trasse.

## Soziokulturelle Zusammensetzung
Das Ostend ist ein in sich sehr unterschiedliches Viertel, was aus ganz unterschiedlichen Teilviertel besteht. 
Grundsätzlich ist das Ostend ein von der Bebauung sehr urban und eher eng bebautes Viertel. So ist der Bereich entlang der Petersberger Straße von dichter Wohnbebauung geprägt.
Im Bereich des sog. Musikerviertels wirkt die Wohnbebauung in einigen Straßenzügen durch die Vorgärten der Häuser eher aufgelockert.  Die sog. Künzeller Höhe ist ebenfalls Teil des Ostends. In den ehemaligen Konrad-Kasernen am Gallasiniring sind heute Wohnungen und Dienstleister verschiedener Branchen untergebracht. 

## Verkehr

### Öffentlicher Personennahverkehr
Das Ostend ist über mehrere Bushaltestellen an den ÖPNV angeschlossen. Es verkehren mehrere Stadtbuslinien in dichtem Takt. Nach Betriebsschluss der Stadtbuslinien stellt das Anruf-Sammel-Taxi den Öffentlichen Personennahverkehr im Ostend sicher.

### Straßenverkehr
Im Straßenverkehr ist das Ostend vor allem über die Ausfallstraßen Künzeller Straße und Petersberger Straße erschlossen.

## Soziale Stadt
Das Ostend wurde zusammen mit dem benachbarten Stadtbezirk Ziehers Süd in das Förderprogramm Soziale Stadt aufgenommen worden. Hierzu wurde ein Integriertes Handlungskonzept angefertigt. Zudem wurde ein Stadtteilbüro im Ostend eröffnet.